# Kanton Libourne
Der Kanton Libourne war bis 2015 ein französischer Wahlkreis im Arrondissement Libourne, im Département Gironde und in der Region Aquitanien; sein Hauptort war Libourne, Vertreter im Generalrat des Départements war zuletzt von 2004 bis 2015 Gilbert Mitterrand.

## Geografie
Der zehn Gemeinden umfassende Kanton war 136,17 km² groß und hatte 40.715 Einwohner (Stand: 2012).

## Gemeinden
| Gemeinde                   | Einwohner Jahr | Fläche km² | Bevölkerungsdichte | Postleitzahl | Code INSEE |
| -------------------------- | -------------- | ---------- | ------------------ | ------------ | ---------- |
| Arveyres                   | 1899 (2013)    | –          | – Einw./km²        | 33500        | 33015      |
| Les Billaux                | 1157 (2013)    | –          | – Einw./km²        | 33500        | 33052      |
| Cadarsac                   | 318 (2013)     | –          | – Einw./km²        | 33750        | 33079      |
| Izon                       | 5432 (2013)    | –          | – Einw./km²        | 33450        | 33207      |
| Lalande-de-Pomerol         | 677 (2013)     | –          | – Einw./km²        | 33500        | 33222      |
| Libourne                   | 23.947 (2013)  | –          | – Einw./km²        | 33500        | 33243      |
| Pomerol                    | 691 (2013)     | –          | – Einw./km²        | 33500        | 33328      |
| Saint-Émilion              | 1911 (2013)    | –          | – Einw./km²        | 33330        | 33394      |
| Saint-Sulpice-de-Faleyrens | 1444 (2013)    | –          | – Einw./km²        | 3330         | 33480      |
| Vayres                     | 3595 (2013)    | –          | – Einw./km²        | 33870        | 33539      |

## Bevölkerungsentwicklung
| 1962   | 1968   | 1975   | 1982   | 1990   | 1999  | 2006 |
| ------ | ------ | ------ | ------ | ------ | ----- | ---- |
| 31.115 | 34.103 | 34.622 | 35.688 | 35.749 | 39502 |      |